# Hoya microphylla
Hoya microphylla är en oleanderväxtart som beskrevs av Rudolf Schlechter. Hoya microphylla ingår i släktet Hoya och familjen oleanderväxter. Inga underarter finns listade i Catalogue of Life.